# Alabat
Alabat è una municipalità di quinta classe delle Filippine, situata nella Provincia di Quezon, nella regione di Calabarzon.
Alabat è formata da 19 baranggay:
- Angeles
- Bacong
- Balungay
- Barangay 1 (Pob.)
- Barangay 2 (Pob.)
- Barangay 3 (Pob.)
- Barangay 4 (Pob.)
- Barangay 5 (Pob.)
- Buenavista
- Caglate
- Camagong
- Gordon
- Pambilan Norte
- Pambilan Sur
- Villa Esperanza
- Villa Jesus Este
- Villa Jesus Weste
- Villa Norte
- Villa Victoria